# مرکزساز و نرمال‌ساز
در ریاضیات، به‌ویژه در نظریه گروه‌ها، مرکزساز (همچنین به آن جابجاگر هم می گویند) یک زیر مجموعه {\displaystyle S} از گروهی چون {\displaystyle G}، مجموعه تمام عناصر {\displaystyle G} است که با هر کدام از عناصر {\displaystyle S} جابجا می شود، و نرمال‌ساز یک مجموعه چون {\displaystyle S} عناصری اند که در شرط ضعیف تری صدق می کنند. مرکزساز و نرمال‌ساز {\displaystyle S} زیرگروه‌هایی از {\displaystyle G} اند و می توانند در فهم ساختار {\displaystyle G} کمک کنند. 
این تعاریف به مونوئیدها و نیم‌گروه‌ها نیز قابل اعمال اند. 
در نظریه حلقه‌ها، مرکزساز یک زیرمجموعه از یک حلقه بر اساس عملگر (ضربی) نیم‌گروه حلقه تعریف می شود. مرکزساز یک زیرمجموعه از یک حلقه {\displaystyle R} زیر حلقه ای از {\displaystyle R} است. این مقاله همچنین با مرکزسازها و نرمال‌سازهای جبر لی نیز نیز سروکار خواهد داشت.
ایده‌آل‌ساز در یک نیم‌گروه یا حلقه سازه دیگری است که از جهاتی شبیه مرکزساز و نرمال‌ساز می باشد. 

## تعاریف

### گروه و نیم‌گروه
مرکزساز یک زیرمجموعه {\displaystyle S} از یک گروه (یا نیم‌گروه) {\displaystyle G} به این صورت تعریف شده است:
{\displaystyle \mathrm {C} _{G}(S)=\{g\in G\mid gs=sg{\text{ for all }}s\in S\}.}
مواقعی که هیچ ابهامی در مورد گروه مورد نظر در مسئله وجود نداشته باشد، حرف {\displaystyle G} در نماد مرکزساز به کل حذف می شود. زمانی که {\displaystyle S={a}} یک تک عضوی باشد، آنگاه {\displaystyle C_{G}({a})} را می توان به صورت {\displaystyle C_{G}(a)} خلاصه کرد. نماد دیگری که برای مرکزساز کمتر رایج است {\displaystyle Z(a)} بوده که برای نماد مرکز گروه هم به کار می رود. کسی که از نماد اخیر برای مرکزساز استفاده می کند باید مراقب باشد تا مرکز گروه {\displaystyle G} یعنی {\displaystyle Z(G)} را با مرکزساز عضو {\displaystyle g} در {\displaystyle G} که به صورت {\displaystyle Z(g)} ممکن است نوشته شود خلط نکرده و بینشان تمایز قائل شود. 
نرمال‌ساز {\displaystyle S} در گروه (یا نیم‌گروه) {\displaystyle G} به این صورت تعریف می شود:
{\displaystyle \mathrm {N} _{G}(S)=\{g\in G\mid gS=Sg\}.}
تعاریف این دو مشابه اند اما یکی نیستند. اگر {\displaystyle g} مرکزساز {\displaystyle S} و {\displaystyle s} در {\displaystyle S} باشد، آنگاه ممکن است {\displaystyle gs=sg} باشد اما اگر {\displaystyle g} در نرمال‌ساز قرار داشته باشد آنگاه برای یک {\displaystyle t} در {\displaystyle S} داریم {\displaystyle gs=tg} که در آن {\displaystyle t} قویاً با {\displaystyle s} متفاوتست. یعنی عناصر مرکزساز {\displaystyle S} باید به صورت نقطه ای با {\displaystyle S} جابجا شوند، اما عناصر نرمال‌ساز {\displaystyle S} الزاماً تنها با {\displaystyle S} به عنوان یک مجموعه جابجا می شوند. همان قرارداد در مورد حذف نماد {\displaystyle G} و حذف آکولاد برای مجموعه تک عضوی در مرکزساز، برای نرمال‌ساز هم صدق می کند. نرمال‌ساز را نباید با بستار نرمال اشتباه گرفت. 